# Fujiwara no Koretada
Fujiwara no Koretada (藤原 伊尹?  924-9 de diciembre de 972) fue un kuge (cortesano) que actuó de regente durante la era Heian. Fue el primer hijo del regente Fujiwara no Morosuke, asumió el liderazgo del clan Fujiwara tras la muerte de su tío Fujiwara no Saneyori.
Fungió como sesshō del Emperador En'yū desde 970 hasta 972.
Se le acredita como el consolidador del poder del clan Fujiwara en la Corte Imperial.
| Predecesor: Fujiwara no Saneyori | Sesshō 970 – 972 | Sucesor: Fujiwara no Kaneie |

- Datos: Q1290220
- Multimedia: Fujiwara no Koretada / Q1290220